# Keystone B-5
Pour les articles homonymes, voir B5.
Le Keystone B-5 est un bombardier léger américain des années 1930, dérivé du B-3. Il est également désigné comme LB-14.